# Centro de Exposiciones de Buenos Aires
El Centro de Exposiciones de la Ciudad de Buenos Aires fue fundado en el año 1970 por la Municipalidad de Buenos Aires para alojar exposiciones, ferias, congresos y eventos públicos. Se inauguró con la Expo Francia de 1970, pero el centro fue famoso durante dos décadas como sede de la Feria del Libro, hasta que esta se mudó a La Rural.
El Centro de Exposiciones ocupa un predio que quedó en manos de la Municipalidad luego de la Exposición del Sesquicentenario en 1960. Luego de este evento, se instaló en los galpones que quedaron la Facultad de Arquitectura de la Universidad de Buenos Aires, y el famoso parque de diversiones Italpark. Cuando la Facultad se trasladó a Ciudad Universitaria, el edificio volvió a usarse para una exposición israelí que sufrió un atentado de bomba el 25 de septiembre de 1968, quedando destruido. En ese momento, la Municipalidad decidió remodelar el lugar y se construyó el actual Centro de Exposiciones en 1970. La primera versión del edificio era un pabellón temporal, que decidió conservarse en pie y se utilizó sin remodelaciones durante los siguientes años, a pesar de la falta de infraestructura adecuada, incluyendo la ausencia de baños separados por sexo. Luego de los reclamos del sector cultural, fue finalmente acodicionado y ampliado.
Actualmente, cuenta con 6 pabellones y 20.000 metros cuadrados cubiertos en total, 3.000 metros cuadrados descubiertos, ambientes climatizados, un auditorio y un restaurante. Es sede usual de la Feria del Libro Infantil y Juvenil de Buenos Aires, y de otros eventos recurrentes. Ubicado en el barrio de Recoleta, en la calle Couture 2231. Dentro del Centro de Exposiciones de la Ciudad de Buenos Aires hay restaurante y auditorio. Hasta hace cerca de una década era el centro de exposiciones más importante de la ciudad y reunía las ferias y congresos más importantes celebrados en Buenos Aires.

## Nuevo Centro de Exposiciones
En 1995, el Intendente Jorge Domínguez anunciaba la construcción de un nuevo centro de congresos en el predio, esa propuesta no fue concretada.
En diciembre de 2012, el Gobierno de la Ciudad y la Sociedad Central de Arquitectos anunciaron el llamado a concurso para construir un nuevo centro de exposiciones y convenciones. Desde el comienzo la obra no fue ajena a las polémicas públicas. Luego de críticas hacia la prioridad del proyecto frente a problemas presupuestarios en áreas como Salud o Educación, estalló el conflicto dentro de la comunidad de arquitectos al anunciarse el proyecto ganador, a comienzos de marzo de 2013. Se presentó a la SCA una denuncia y pedido de impugnación del resultado, por incompatibilidad ética del jurado Berto Berdichevsky con un miembro del equipo ganador, Edgardo Minond, porque ambos eran en el momento socios en la obra del nuevo Banco Ciudad en Parque Patricios. Otros arquitectos hicieron público su desacuerdo con las bases y el jurado del concurso.
La propuesta ganadora, del arquitecto Minond, busca generar un gran “manto verde” que integre el actual Parque Thays con el de la Floralis Genérica y el edificio de la Facultad de Derecho, formando así un gran parque urbano que aloje por debajo, semienterrado, el nuevo complejo de exposiciones, el de convenciones, las respectivas playas de maniobras y los estacionamientos, a la vez que prevé una zona con terminales de colectivos y una nueva estación del subte H. Otros proyectos seleccionados como menciones fueron presentados por el estudio MSGSSS, el equipo Machuca-López-Mocci-Domínguez y Barroso-García Pezzano-Robles.
El proyecto siguió una serie de pasos legales, hasta que finalmente en el mes de mayo se anunció que estaba confirmado el proyecto de Minond para la construcción del Centro de Exposiciones.

## Centro de Exposiciones de la Ciudad (CEC)
En el año 2017, finalizada la obra del nuevo Centro de Exposiciones de la Ciudad- CEC, el gobierno de la ciudad le otorgó su administración por 15 años a la empresa IRSA.
El Centro, construido sobre la Avenida Alcorta, donde estaban los viejos galpones del ex Centro Municipal de Exposiciones y  los playones de estacionamiento y acarreo de la empresa STO, tiene una capacidad  para 5.300 personas, una superficie aproximada de 50.000 m², de los cuales el edificio ocupa  20.000 m² y el resto está destinado a un estacionamiento subterráneo con capacidad estimada para alrededor de 1.000 automóviles.

## Algunos eventos
- 1975/1999: Feria Internacional del Libro de Buenos Aires cada año[15]
- Feria de las Naciones
- 2 y 3 de octubre de 1992: recitales de Patricio Rey y sus Redonditos de Ricota
- 1996: Exposición “Rock nacional 30 años”[16]
- 1997: Mega-festival “Buenos Aires no duerme” durante 220 horas de corrido[17]
- 15 de abril de 2012: Recital de Björk